# كارستين كوللمان
كارستين كوللمان (بالألمانية: Carsten Cullmann)‏ (5 مارس 1976 بكولونيا في ألمانيا - ) هو لاعب كرة قدم ألماني في مركز الدفاع. لعب مع نادي كولن ونادي كولن 2 ‏.

## روابط خارجية
- كارستين كوللمان على موقع قاعدة بيانات كرة القدم.إي يو (الإنجليزية)
- كارستين كوللمان على موقع بيانات كرة القدم. دي إي (الألمانية)
- كارستين كوللمان على موقع عالم كرة القدم.نت (الإنجليزية)